# Morita Akio

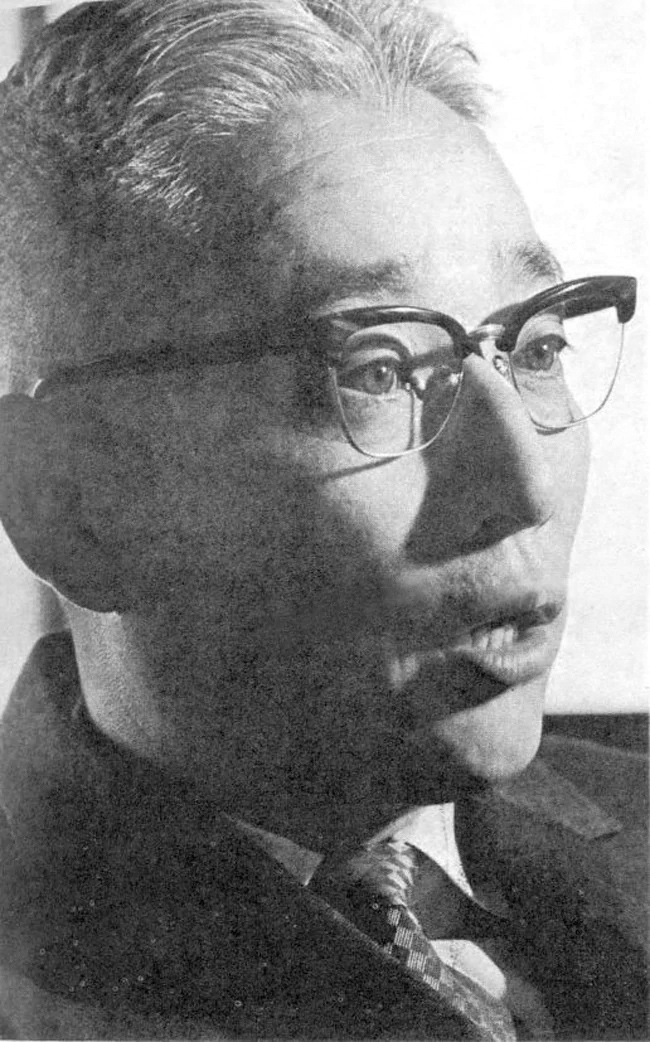
Morita Akio

Akio Morita (jap. 盛田 昭夫; * 26. Januar 1921 in Tokoname in Japan; † 3. Oktober 1999 in Tokio) war ein japanischer Unternehmer. Zusammen mit Ibuka Masaru gründete er den international agierenden japanischen Elektronikkonzern Sony.

## Familie
Morita wuchs in bürgerlichen Verhältnissen in einer Familie auf, die sich mit der Sakeherstellung befasste. Nach Abschluss der Schulzeit studierte er Physik in Ōsaka. Danach durchlief er eine Offiziersausbildung in der Armee und wurde im Alter von 23 Jahren einem militärischen Forschungsprojekt zugeteilt. Hier machte er die Bekanntschaft mit Masura Ibuka, der schon seit einiger Zeit im Dienst der Kaiserlich Japanischen Marine war.
Sein ältester Sohn Hideo (英夫) ist Vorsitzender der Japan Food & Liquor Alliance und sein zweiter Sohn Masao (昌夫) ist Vorsitzender von Sony Music Entertainment (Japan) und leitender Direktor bei Sony Pictures Entertainment (Japan).

## Tätigkeit
Mit familiärer Unterstützung gründeten Morita und Masaru im Jahre 1946 das Unternehmen Tokyo Tsushin Kogyo, das elektronische Geräte entwickelte und baute. So wurde 1950 das erste Tonbandgerät für den japanischen Markt hergestellt. Die Firma interessierte sich bereits sehr früh für die neu aufkommende Transistortechnik. Im Jahr 1957 entstand mit dem TR-63 eines der kommerziell erfolgreichsten Transistorradios der Welt. Neben einer strategischen Ausrichtung suchte man nach einem eingängigen Namen für die Produkte. Man einigte sich auf eine Kombination des amerikanischen Modewortes sonnyboy mit der lateinischen Vokabel sonus (Klang) zu Sony. Es folgten das erste volltransistorisierte Fernsehgerät und ein Videobandgerät. Mit Beginn der Farbfernsehtechnik wurden die bahnbrechende Trinitron-Bildröhre und das Videosystem Betamax entwickelt, das sich aber gegen das Video Home System (VHS) am Markt nicht durchsetzen konnte.
Seinen Siegeszug trat ein transportabler Kassettenspieler mit dem Namen Walkman an. In Kooperation mit Philips schuf man Anfang der 1980er Jahre die Technologie für die Compact-Disc. 1989 erwarb Sony das amerikanische Filmstudio und Musikunternehmen Columbia Pictures.
Morita erhielt am 21. April 1991 den Orden des Heiligen Schatzes, 1. Klasse. 1992 wurde er zum Mitglied der American Philosophical Society und 1993 der American Academy of Arts and Sciences gewählt.
Nach einem Schlaganfall, von dem er sich nicht mehr erholte, starb Akio Morita am 3. Oktober 1999 in Tokio. Sein Nachfolger wurde Norio Ōga.